# 贵亭山
贵亭山（Mount Guiting-Guiting）坐落于菲律宾朗布隆省辛布亚岛中心。“Guiting-Guiting”在当地语言中意为“锯齿状”。
1982年5月，一只由菲律宾登山协会（PMS）和菲律宾大学（UP）组成的队伍第一次登顶贵亭山。